# Maximilianstraße (Speyer)
Die Maximilianstraße ist die Hauptgeschäftsstraße der Stadt Speyer und die ehemalige Prachtstraße, Via Triumphalis, der alten Kaiserstadt.

## Geschichte
Die Maximilianstraße wurde im 11. Jahrhundert im Zusammenhang mit dem Dombau und der darauf folgenden ersten Stadterweiterung angelegt. Seit dieser Zeit ist sie die Hauptstraße von Speyer und wird von der Bevölkerung bis heute so genannt. Sie verläuft in Ost-West-Richtung zwischen Dom und Altpörtel und trennt die mittelalterliche Altstadt in zwei Teile. Die breiteste Straße der Stadt diente nicht nur als Durchgangsstraße, sondern als Marktplatz. Am Domplatz bis zur Hausnummer 6 schloss sich der Obere Markt an. Diesem folgte, bis zur Abzweigung der Schrannengasse der Weinmarkt und bis zur ehemaligen Münze der Marktplatz. Zwischen der Münze und dem Ledergässel befand sich der Ledermarkt, bis zur Abzweigung des Eichgässels der Zwiebelmarkt und schließlich vorm Altpörtel die Krämergasse. 1740 hieß die Straße insgesamt aber schon "Hauptstraß" und 1773 "Breite Straße". Bis Ende des 18. Jahrhunderts war sie die einzige Straße in Speyer, die als "Straße" bezeichnet wurde; ansonsten gab es nur Gassen. Erst 1816, als die Pfalz zu Bayern kam, wurde sie nach König Max I. Joseph in Maximilianstraße umbenannt.
Der erste Straßenabschnitt zwischen Dom und Alte Münz entstand an der Stelle eines breiten Grabens, der die südliche Bischofsstadt von der nördlichen Gaugrafensiedlung trennte. Der weitere Abschnitt bis zum Altpörtel entstand im frühen Mittelalter bei den weiteren Stadterweiterungen. Man nimmt an, dass sich die Bebauung zwischen Maximilianstraße und Korngasse aus Marktbuden entwickelte, so dass die Hauptstraße ursprünglich doppelt so breit war. Zwischen Altpörtel und Münz verläuft der Speyerbach, der erst im 19. Jahrhundert abgedeckt wurde.

## Verlauf
Die Maximilianstraße ist etwa 600 Meter lang und nicht gleichmäßig breit; die engste Stelle befindet sich an der Alten Münz. Zwischen Münz und Altpörtel gab es mehrere Versprünge, wie sich noch aus Kellerräumen ablesen lässt, die sich bis weit unter die Straße erstrecken. Diese Versprünge haben eine Gliederung der Marktabschnitte bewirkt, die aber nach der Zerstörung der Stadt 1689 nicht wieder aufgenommen wurde. Eine platzartige Erweiterung findet sich allerdings noch vor dem Altpörtel.

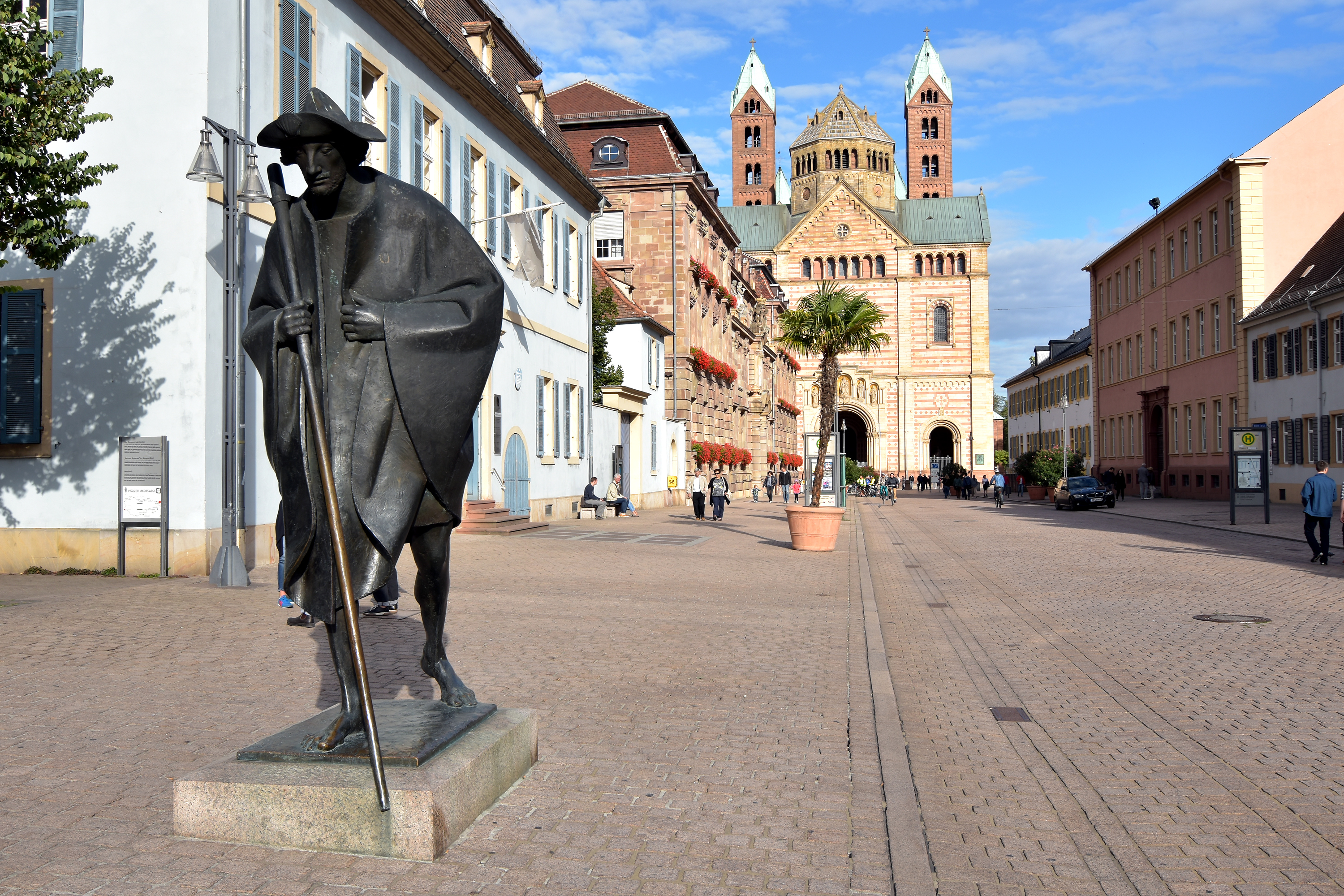
Jakobspilger

Auf dem Marktplatz vor der Münz wurde nach dem Abzug der Franzosen 1930 ein Denkmal für die Gefallenen des (Ersten) Weltkriegs in Form eines Brunnens errichtet. Eines der Reliefe, das zwei granatwerfende Soldaten darstellte, wurde 1947 entfernt. Die anderen, die aus heutiger Sicht ebenfalls als nationalistisch und gewaltverherrlichend erscheinen, wurden beibehalten, jedoch mit einem Hinweisschild zur historischen Einordnung versehen.
Im Zuge der 2000-Jahr-Feiern der Stadt wurde die Maximilianstraße völlig neu gestaltet und ist weitgehend verkehrsfrei. In der Folgezeit konnten eine ganze Reihe von Straßencafés entstehen.
Südlich des Altpörtels schließt sich die Rossmarktstraße mit dem namensgebenden ursprünglichen alten Rossmarkt an.
Während sich heute das Geschäftsleben auf die westlichen zwei Drittel der Straße konzentriert, ist das östliche Drittel Sitz zahlreicher öffentlicher Einrichtungen (Polizei, Rathaus, Sozialamt, Stadthaus, bischöfliches Ordinariat). Etwa mittig zwischen Alter Münz und Dom liegt an der Nordseite der Straße ein Platz (Gscherrplätzl), der den Blick auf die Dreifaltigkeitskirche frei gibt und auf dem sich ein kleiner Brunnen befindet. An der Straße steht dort die Skulptur eines Pilgers, der an Speyer als Ausgangspunkt bzw. Station des Jakobsweges erinnert.

## Architektur

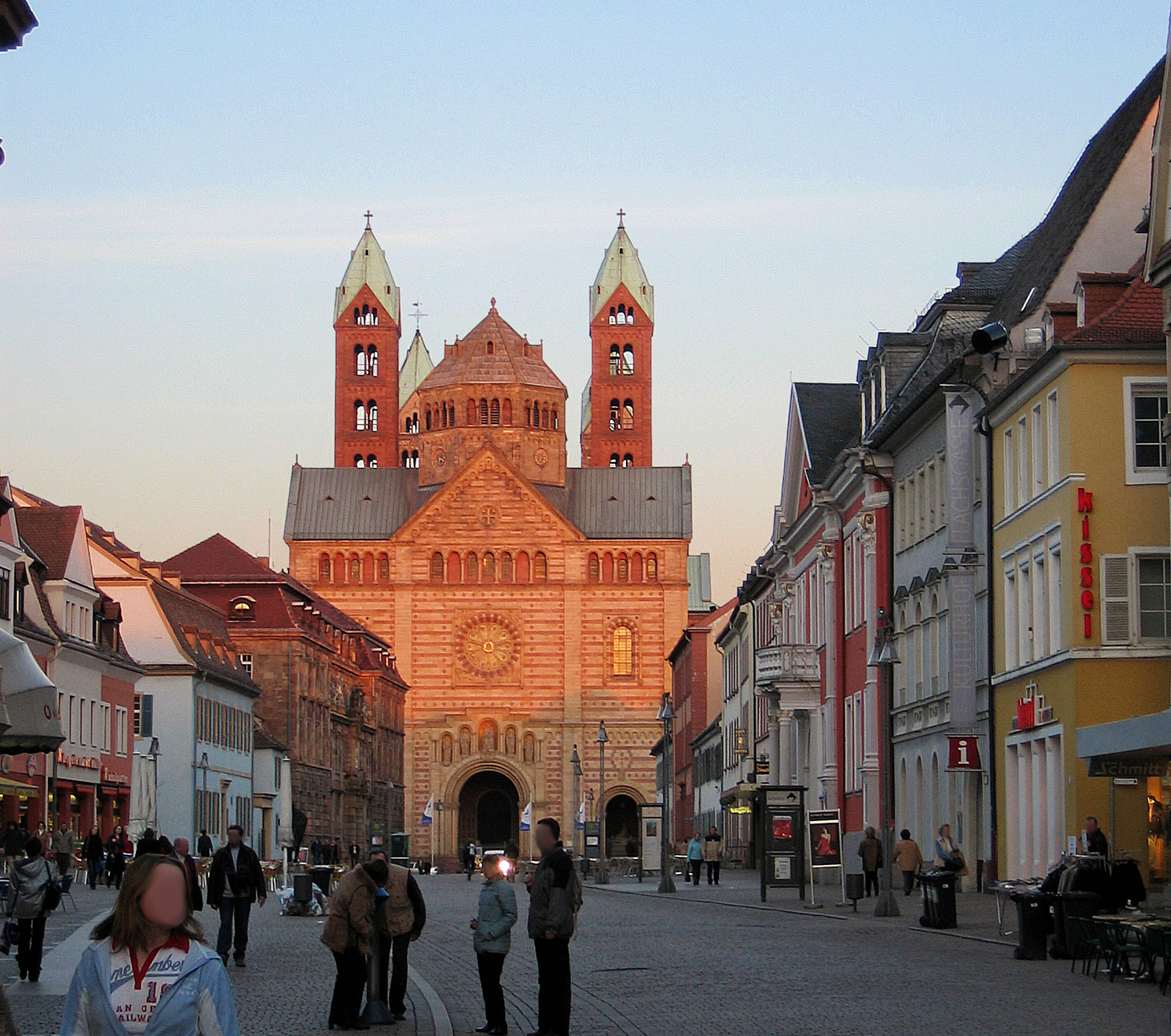
Östliches Drittel der Maximilianstraße mit Blick auf den Dom

Der historische Grundriss der Bebauung blieb über die Zerstörung 1689 hinweg erhalten und die kleinteilige Bebauung stammt vielfach aus dem 18. Jahrhundert. In den meisten Fällen waren es Wohn- und Geschäftshäuser. Vor dem Stadtbrand war die Bebauung deutlich höher, drei bis vier Geschosse; der Wiederaufbau erfolgte uneinheitlich. Die Bebauung an der Nordseite war bis Mitte des 19. Jahrhunderts meist zweigeschossig, traufständig und schlicht, während an der Südseite repräsentative höhere Giebelbauten des städtischen Patriziats entstanden.
Die Gebäude an der Maximilianstraße stehen überwiegend unter Denkmalschutz; aufgrund des Brandes von 1689 sind kaum ältere Gebäude zu finden. Mehr Glück hatte die Stadt jedoch im Zweiten Weltkrieg und erfuhr im historischen Kern nahezu keinerlei Schäden.
Im Mai 1984 wurde für den Bereich der Maximilianstrasse zwischen Postplatz (Altpörtel) und dem Domplatz ein beschränkter Ideenwettbewerb ausgeschrieben. Aus den drei Siegerentwürfe von Gottfried Böhm, Gunnar Martinsson und Oswald Mathias Ungers wurde bis in das Jahr 2000 das Konzept für den Domplatz (Ungers) vollständig umgesetzt, wobei "ein klar definierter Raum geschaffen und damit der Dom wieder eindeutig zur Stadt orientiert wurde. Die Maximilianstraße (Böhm) wurde unter Bezug auf historische Leitbilder umgestaltet. Auf der gesamten Länge der Straße blieb eine deutliche Trennung von Bürgersteig und Fahrbahn erhalten." Im Herbst 2024 wird bekannt, dass es zwischen Stadtverwaltung, dem Denkmalschutz und dem Büro Böhm unterschiedliche Auffassungen gibt, wie am Postplatz und der "Maxi" bezüglich einer Umgestaltung weiter verfahren werden soll.
Die Straße an sich besteht aus großen Kopfsteinpflastern und ist seitlich jeweils durch unterschiedlich breite Bürgersteige begrenzt, auf denen sich durchgehende Platten befinden, um zu verhindern, dass Rollstühle, Kinderwägen oder Schuhabsätze in den teils groben Fugen hängen bleiben.

## Veranstaltungen

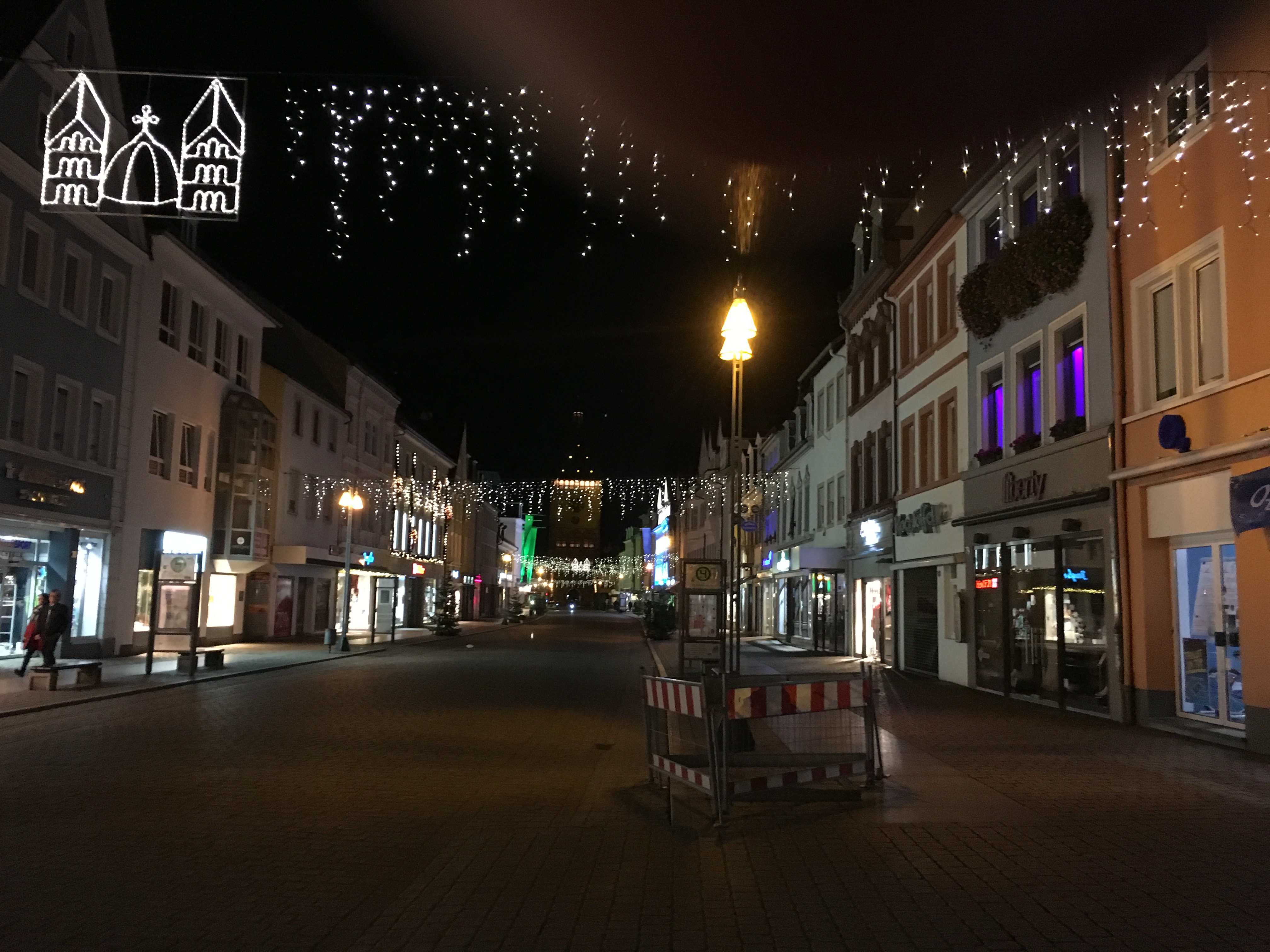
Weihnachtliche Beleuchtung in der Maximilianstraße

Die Maximilianstraße ist Ort mehrere regelmäßiger Veranstaltungen von Wirtschaft und Kultur. So findet der Weihnachtsmarkt, der alljährliche Umzug des Speyerer Brezelfestes oder die Speyerer Kaisertafel, eine fast durchgehende Tafel vom Altpörtel bis zum Dom mit vielen Angeboten an Essen und Trinken, mitten auf der Straße statt. Weitere Veranstaltungen sind das Speyerer Frühlingsfest sowie die Kult(o)urnacht.

## Verkehr
Die Maximilianstraße ist mindestens im 15-Minuten-Takt mit den Stadtbuslinien 564/565 & 568 mit dem Hauptbahnhof, Speyer Nord, Bademaxx, Süd und Römerberg verbunden.
Dafür gibt es die 4 Bushaltestellen Dom/Stadthaus, Maximilianstraße, Wormser Straße und Postplatz.
Bei Veranstaltungen ist die Maximilianstraße oft für den Busverkehr gesperrt, es wird dabei eine Ersatzhaltestelle in der Ludwigstraße am Königsplatz bedient.